# Яштародо
Яштародо́ (рос. Яштародо, марій. Яштыродо) — присілок у складі Совєтського району Марій Ел, Росія. Входить до складу Кужмаринського сільського поселення.

## Населення
Населення — 71 особа (2010; 90 у 2002).
Національний склад (станом на 2002 рік):
- марі — 97 %